# Кедровське сільське поселення (Вяземський район)
Кедро́вське сільське поселення (рос. Кедровское сельское поселение) — сільське поселення у складі Вяземського району Хабаровського краю Росії.
Адміністративний центр та єдиний населений пункт — село Кедрово.

## Населення
Населення сільського поселення становить 105 осіб (2019; 111 у 2010, 207 у 2002).